# Belgian Pêches
Belgian Pêches is een Belgisch fruitbier van hoge gisting. Het is een fruitbier op basis van een witbier.
Het bier wordt sinds 2003 gebrouwen in Brouwerij Lefebvre te Quenast.
Het is een blond, troebel en zoet bier met een alcoholpercentage van 3,5%. Dit bier werd samen met Belgian Kriek op de markt gebracht.